# Шампудри, Альбер
Альбер Альфонс Шампудри (фр. Albert Alphonse Champoudry, 8 мая 1880, XIII округ Парижа — 23 июня 1933, X округ Парижа) — французский легкоатлет, серебряный призёр летних Олимпийских игр 1900 года.
На Играх Шампудри участвовал только в командной гонке на 5000 м. Он занял в ней девятое место, но в сумме всех набранных очков его команда заняла второе место, и Шампудри получил серебряную медаль.